# Wolfgang af Pfalz-Zweibrücken
Wolfgang af Pfalz-Zweibrücken (født 26. september 1526 i Zweibrücken, død 11. juni 1569 i Nexon, Haute-Vienne, Frankrig), var pfalzgreve og hertug af Pfalz-Zweibrücken fra 1532. I 1557 blev han også hertug af Pfalz-Neuburg.

## Ægteskab
Wolfgang var gift med Anna af Hessen (en datter af landgreve Philip 1. af Hessen). De fik otte døtre og fem sønner.
Efter Wolfgangs død blev hans besiddelser delt mellem de fem sønner:
- Filip Ludvig, pfalzgreve af Pfalz-Neuburg (1547–1614) fik Pfalz-Neuburg
- Johann 1. (1550–1604) fik Pfalz-Zweibrücken
- Otto Henrik (1556–1604) fik Pfalz-Sulzbach, Otto Henrik boede fem år ved det danske hof og var ven med Frederik 2.)
- Friedrich (1557–1597) fik Pfalz-Zweibrücken-Vohenstrass-Parkstein med Parkstein
- Karl 1. af Zweibrücken-Birkenfeld (1560–1600) fik Pfalz-Zweibrücken-Birkenfeld.

## Deling af hertugdømmerne
Wolfgang var en overbevist protestant. i 1569 faldt han under den tredje Huguenot-krig (1568-1570). . 
I 1671 blev Wolfgangs balsamerede lig sejlet gennem den Engelske Kanal og Øresund til København og derefter ført til Lübeck. På vejen fra Lübeck og til begravelsen i slotskirken i Meisenheim ved Bad Kreuznach blev der holdt flere mindegudstjenester, og adskillige tyske fyrster viste personligt Wolfgang den sidste ære.
Efter Wolfgangs død blev hans hertugdømmer delt mellem hans fem sønner. De fire ældste fik det meste af hertugdømmerne, mens den yngste Karl 1. af Zweibrücken-Birkenfeld fik det lille område Birkenfeld.

## Stamfader til Bayerns konger
I 1799 døde den sidste mandlige efterkommer af Wolfgangs fire ældste sønner sønner. 
Samme år blev Maximilian 1. Joseph af Bayern, der var en efterkommer af Wolfgangs yngste søn (Karl 1. af Zweibrücken-Birkenfeld) kurfyrste af Pfalz og Bayern. I 1806 blev Maximilian 1. Joseph konge af Bayern. Hans efterkommere regerede i Bayern (og i Pfalz) til 1918.